# Le Deschaux
Le Deschaux és un municipi francès situat al departament del Jura i a la regió de Borgonya - Franc Comtat. L'any 2007 tenia 873 habitants.

## Demografia

### Població
El 2007 la població de fet de Le Deschaux era de 873 persones. Hi havia 333 famílies de les quals 73 eren unipersonals (24 homes vivint sols i 49 dones vivint soles), 118 parelles sense fills, 122 parelles amb fills i 20 famílies monoparentals amb fills.
La població ha evolucionat segons el següent gràfic:
Habitants censats

### Habitatges
El 2007 hi havia 378 habitatges, 345 eren l'habitatge principal de la família, 18 eren segones residències i 16 estaven desocupats. 359 eren cases i 16 eren apartaments. Dels 345 habitatges principals, 298 estaven ocupats pels seus propietaris, 39 estaven llogats i ocupats pels llogaters i 8 estaven cedits a títol gratuït; 1 tenia una cambra, 10 en tenien dues, 47 en tenien tres, 90 en tenien quatre i 197 en tenien cinc o més. 291 habitatges disposaven pel capbaix d'una plaça de pàrquing. A 154 habitatges hi havia un automòbil i a 166 n'hi havia dos o més.

### Piràmide de població
La piràmide de població per edats i sexe el 2009 era:
| Homes | Edats   | Dones |
| ----- | ------- | ----- |
| 0     | 95 o +  | 0     |
| 0     | 90 a 94 | 1     |
| 1     | 85 a 89 | 5     |
| 9     | 80 a 84 | 4     |
| 15    | 75 a 79 | 24    |
| 12    | 70 a 74 | 18    |
| 16    | 65 a 69 | 15    |
| 15    | 60 a 64 | 17    |
| 26    | 55 a 59 | 19    |
| 35    | 50 a 54 | 34    |
| 33    | 45 a 49 | 36    |
| 24    | 40 a 44 | 31    |
| 24    | 35 a 39 | 19    |
| 30    | 30 a 34 | 32    |
| 21    | 25 a 29 | 21    |
| 26    | 20 a 24 | 18    |
| 37    | 15 a 19 | 25    |
| 20    | 10 a 14 | 27    |
| 28    | 5 a 9   | 28    |
| 20    | 0 a 4   | 21    |

## Economia
El 2007 la població en edat de treballar era de 547 persones, 385 eren actives i 162 eren inactives. De les 385 persones actives 351 estaven ocupades (198 homes i 153 dones) i 34 estaven aturades (13 homes i 21 dones). De les 162 persones inactives 67 estaven jubilades, 38 estaven estudiant i 57 estaven classificades com a «altres inactius».

### Ingressos
El 2009 a Le Deschaux hi havia 362 unitats fiscals que integraven 963 persones, la mediana anual d'ingressos fiscals per persona era de 16.531 €.

### Activitats econòmiques
Dels 34 establiments que hi havia el 2007, 1 era d'una empresa alimentària, 1 d'una empresa de fabricació d'altres productes industrials, 7 d'empreses de construcció, 8 d'empreses de comerç i reparació d'automòbils, 4 d'empreses de transport, 1 d'una empresa d'hostatgeria i restauració, 2 d'empreses d'informació i comunicació, 1 d'una empresa immobiliària, 3 d'empreses de serveis, 3 d'entitats de l'administració pública i 3 d'empreses classificades com a «altres activitats de serveis».
Dels 5 establiments de servei als particulars que hi havia el 2009, 1 era un taller de reparació d'automòbils i de material agrícola, 1 paleta, 1 fusteria, 1 perruqueria i 1 restaurant.
Dels 5 establiments comercials que hi havia el 2009, 1 era un supermercat, 1 una gran superfície de material de bricolatge, 1 una botiga de menys de 120 m², 1 una fleca i 1 una llibreria.
L'any 2000 a Le Deschaux hi havia 4 explotacions agrícoles que ocupaven un total de 328 hectàrees.

## Equipaments sanitaris i escolars
El 2009 hi havia una escola elemental.

## Poblacions més properes
El següent diagrama mostra les poblacions més properes.